# 沃尔格伦湖怪物
沃尔格伦湖怪物（英文：Walgren Lake Monster）是一种传闻出没于美国内布拉斯加州沃尔格伦湖（Walgren Lake）的神秘动物。沃尔格伦湖怪物通常被描述为40英尺长、有角、皮肤呈灰棕色、类似鳄鱼的动物。

## 历史
沃尔格伦湖怪物的第一次书面记录为《Hay Springs News》在1922年的新闻报道，当时的新闻标题为“If It Isn't a Whale It's a Whaler of An Animal”。第二次记录则为1923年《Omaha World Herald》的报道，一个名为JA Johnson的目击者与两名友人在阿尔卡利湖岸边看见一只类似鳄鱼但却长有类似犀牛角特征的动物在湖中游动。随后其它一些报纸也陆续跟进报道，并且有报道称人们正尝试捕捉这只神秘动物。在1985年的百年庆典，海斯普林斯的居民们将沃尔格伦湖怪物印在衬衫上出售。

## 质疑
历史学家Louise Pound在1952年12月的一篇标题为“The John G. Maher Hoaxes”的文章中指出，沃尔格伦湖怪物的传闻是John G. Maher制造的骗局，各报纸报道的沃尔格伦湖怪物传闻皆由他提供。据记载，John G. Maher是一位报业、商业与政界人士，曾参与西美战争与第一次世界大战，他一生创造了多个愚弄众人的恶作剧。内布拉斯加州历史学会保存有一张沃尔格伦湖怪物的照片，据报道，这张照片可能摄于1950年，是由汽车模型与蝾螈摆拍的恶作剧。